# Жан-Ів Дюкло
Жан-Ів Дюкло (фр. Jean-Yves Duclos, нар. 13 червня 1965, Квебек) — канадський економіст і політик, він є членом Ліберальної партії Канади, та представляє Квебек у Палаті громад з 2015 року. Раніше він був міністром у справах сім'ї, дітей та соціального розвитку з 2015 по 2019 рік, голова Державної скарбниці з 2019 по 2021 рік, міністром охорони здоров'я з 2021 по 2023 рік, і міністром державних послуг і закупівель з 2023 по 2025 рік.

## Початок кар'єри та освіта
Дюкло навчався в Альбертському університеті, де отримав ступінь бакалавра з економіки, а потім навчався в аспірантурі та докторантурі з економіки в Лондонській школі економіки. Його докторська дисертація в 1992 році мала назву «Прогресивність, справедливість і використання державних пільг із застосуванням до британської системи податків і пільг 1985 року». До свого обрання в Палату громад Дюкло очолював економічний факультет Університету Лаваля та був обраним президентом Канадської економічної асоціації. Він був обраний членом Королівського товариства Канади в 2014 році.

## Парламентська кар'єра

### Виборчі кампанії
У 2015 році Дюкло було обрано представляти Квебек у Палаті громад на загальних виборах 2015 року як члена Ліберальної партії Канади. У запеклій боротьбі з чотирьох учасників Дюкло зіткнувся з кандидатами від трьох партій, які нещодавно обіймали місця в парламенті. Потіснивши чинного депутата від НДП Анік Пайон рівно на 1000 голосів, Дюкло став першим лібералом, обраним від цієї партії на окрузі після Жиля Ламонтаня, який залишив парламент в 1984 році. Він також став єдиним успішним кандидатом від лібералів на виборах 2015 року, який набрав менше 30 % голосів.
Маючи порівняно менш відомих конкурентів, Дюкло отримав свій третій мандат у 2021 році, набравши 3300 голосів і 6 балів.

### Кабінет міністрів
Дюкло працював міністром у 29-му уряді Канади, очолюваному Джастіном Трюдо. Спочатку він був призначений міністром у справах сім'ї, дітей та соціального розвитку, і залишався на цій посаді протягом першого мандату.
Після переобрання у 2019 році Дюкло склав присягу як голова Державної скарбниці, та працював на цій посаді протягом усього другого мандату.
Після переобрання у 2021 році, коли тривала епідемія COVID-19, Дюкло був призначений міністром охорони здоров'я. Це зробило його помітною фігурою у розробці заходів уряду Канади проти поширення хвороби, і він підтримав припинення більшості загальних обмежень у сфері охорони здоров'я, таких як обовязкові захисні маски для обличчя до появи четвертої хвилі COVID-19 через гібридний варіант «Дельтакрон» із високою трансмісивністю, який став домінуючим штамом у країні, який поєднує варіанти Дельта та Омікрон, починаючи з липня 2021 року до кінця квітня 2022 року. Він також розширив програму вакцинації проти COVID-19 у Канаді.
Під час перестановки в кабінеті міністрів 26 липня 2023 року Дюкло був призначений міністром державних послуг і закупівель, та став за посадою генеральним директором із закупівель Канади.